# Rhaphidostichum papuanum
Rhaphidostichum papuanum är en bladmossart som beskrevs av Edwin Bunting Bartram 1959. Rhaphidostichum papuanum ingår i släktet Rhaphidostichum och familjen Sematophyllaceae. Inga underarter finns listade i Catalogue of Life.